# Belmonte in Sabina
Belmonte in Sabina település Olaszországban, Lazio régióban, Rieti megyében. Lakosainak száma 636 fő (2023. január 1.). Belmonte in Sabina Longone Sabino, Rieti, Rocca Sinibalda és Torricella in Sabina községekkel határos.

## Népesség
A település népességének változása:
| Lakosok száma | 630  | 634  | 636  |
|               | 2017 | 2018 | 2023 |